# EllinAir
Ellin Air (укр. Елін Ейр) або грец.Έλλην [ˈelin] — колишня грецька авіакомпанія, що базується в міжнародному аеропорту Салоніки. Штаб авіакомпанії розташований у місті Салоніки.
Назва авіакомпанії походить від грецького слова ellin (грец. ελληνικός) та англійського air, що в перекладі означає грецьке повітря.
Mouzenidis Travel припинила діяльність в 2021 році. 
EllinAir припаркувала свій парк літаків, маючи намір відновити роботу у 2022 році. 
У листопаді 2021 року Ellinair призупинила плани перезапуску, повернувши свої літаки своїм орендодавцям. 

## Історія
Авіакомпанія була створена в лютому 2013 року. Свою діяльність розпочала 19 лютого 2014 з виконання регулярних рейсів за маршрутом Салоніки — Київ — Салоніки на літаках Avro RJ85. 4 червня цього ж року авіакомпанія почала виконання польотів і в столицю Латвії та на острів Керкіра.
У лютому 2017 року компанія повідомила, що буде здійснювати два рейси на тиждень з Одеси до Салонік.

## Напрямки
Головною діяльністю Ellinair є виконання сезонних чартерних рейсів туроператора Mouzenidis Travel з грецьких курортів Салоніки і Керкіра в міста Російської Федерації, України, Латвії та Італії.

### Сьогоденні напрямки
Напрямки на лютий 2019:
| Хаб | Вузловий аеропорт |
| *   | Базові аеропорти  |
| +   | Майбутні напрямки |
| Ø   | Сезонні           |

## Флот
Флот EllinAir станом на квітень 2018 року: